# Francesco Arazzi
Francesco Arazzi (Crema, 29 gennaio 1972) è un ex ciclista su strada italiano, professionista dal 1995 al 2000.

## Palmarès
- 1992 (Dilettanti)

Trofeo Stefano Fumagalli alla memoria
- 1993 (Dilettanti)

Giro delle Tre Provincie - Limito di Pioltello
- 1994 (Dilettanti)

10ª tappa Settimana Ciclistica Bergamasca (Costa di Mezzate > Bergamo)
- 1995 (Brescialat, una vittoria)

2ª tappa Giro del Portogallo (Sintra > Alpiarça)
- 1997 (Brescialat, due vittorie)

Trofeo Gaetano Santi
1ª tappa Giro del Portogallo (Lisbona > Alpiarça)
- 1998 (Ros Mary - Amica Chips, una vittoria)

Giro del Friuli
- 1999 (Amica Chips - Costa de Almeria, una vittoria)

2ª tappa G.P. Portugal Telecom (Évora > Tomar)

## Piazzamenti

### Grandi Giri
- Giro d'Italia

1998: ritirato (17ª tappa)
1999: 112°
- Vuelta a España

1998: ritirato (2ª tappa)

### Classiche monumento
- Milano-Sanremo

1996: 160°
1997: ritirato
- Parigi-Roubaix

1997: 74°
- Giro di Lombardia

1999: ritirato